# Ugo Tuboeuf
Ugo Tubœuf sau Tudebusis a fost un aventurier normand ajuns în sudul Italiei în jurul anului 1030, în căutare de glorie și avuție.
Ugo a luat parte la expediția din Sicilia a generalului bizantin George Maniaces din 1038. El a fost unul dintre cei 12 conducători ai mercenarilor aflați în solda principelui Guaimar al IV-lea de Salerno care l-au ales pe Guillaume Braț de Fier din dinastia Hauteville drept conte la Melfi în septembrie 1042, Ugo primind o doisprezecime din teritoriul cucerit, devenind baron de Monopoli.
Tubœuf a devenit celebru pentru un eveniment petrecut în ajunul bătăliei de la Venosa din 1043. După ce a primit pe trimișii bizantini ai catepanului de Italia, Argyrus, veniți cu oferte de pace, Ugo a început să ciupească de gât calul principalului ambasador bizantin, lovindu-l apoi cu o asemenea forță încât la lăsat inconștient. Trimișii bizantini au fost trimiși înapoi cu vestea asupra teribilei forțe fizice a adversarilor lor. Bătălia s-a încheiat cu victoria normanzilor.
Data morții lui Ugo rămâne necunoscută.